# Dueville
Dueville ist eine norditalienische Gemeinde (comune) mit 13.592 Einwohnern (Stand 31. Dezember 2024) in der Provinz Vicenza in Venetien. Die Gemeinde liegt etwa 12 Kilometer nördlich von Vicenza am Astico.
Der Name stammt vermutlich von der Vereinigung zweier Ortschaften. Der Ortsteil Passo di Riva deutet dem Namen nach auf eine Furt des Astico hin.

## Verkehr
Dueville liegt günstig gelegen an der Autostrada A31, die direkt zum Zentrum Vicenzas und zur Autostrada Turin-Triest führt. Der Bahnhof Dueville liegt an der nicht elektrifizierten Bahnstrecke Vicenza-Schio.

## Gemeindepartnerschaften
Dueville unterhält Partnerschaften mit folgenden Gemeinden:
- Spanien: Calatayud, Provinz Saragossa, seit 1989
- Deutschland: Schorndorf, Baden-Württemberg, seit 1998
- Frankreich: Tulle, Département Corrèze, seit 2008.